# Шеффилд, Джон, 2-й барон Шеффилд
Джон Шеффилд (англ. John Sheffield; приблизительно 1538 — 10 декабря 1568) — английский аристократ, 2-й барон Шеффилд с 1549 года, рыцарь Бани с 1559 года. Старший сын Эдмунда Шеффилда, 1-го барона Шеффилда, и его жены Анны де Вер. Был женат на Дуглас Говард, дочери Уильяма Говарда, 1-го барона Говарда из Эффингема, и Маргарет Гамаж. В этом браке родились:
- Элизабет (умерла в 1600), жена Томаса Батлера, 10-го графа Ормонда[4];
- Эдмунд (1564—1646), 3-й барон Шеффилд, 1-й граф Малгрейв[3].